# Клан Аркарт

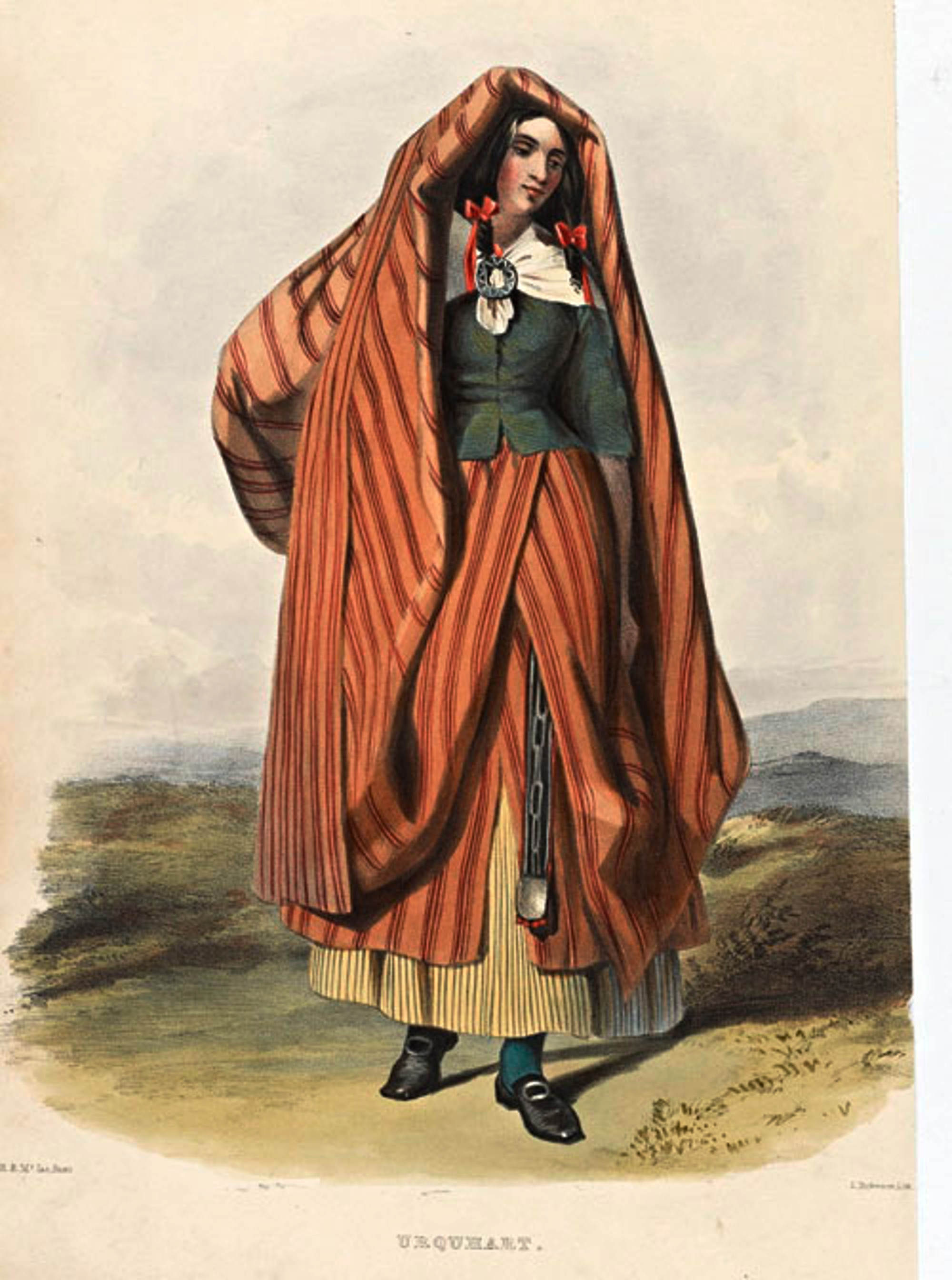
Жінка клану Аркарт у традиційному одязі. Малюнок художника Р. Р. МакЯна 1845 року.

Клан Аркарт (шотл. гел. Urquhart) — він же: клан Уркухарт — гірський шотландський клан.

### Історія клану

#### Походження клану
Засновником клану вважається верховний король Ірландії Конайре Великий (Конайре Мор). Згідно повідомлень Кеннета Тріста Конайре Великий відвідував нинішню територію Шотландії (тоді Каледонію або Альбу) і на берегах озера Лох-Несс вбив величезного дикого вепра, що наводив жах на всіх місцевих жителів. Тому три голови диких вепрів намальовані на гербі клану Акрарт. Нащадки Конайре Великого, які чи то лишилися на території Шотландії чи то переселилися туди пізніше, взяли назву клану Аркарт. Є гіпотези, що назва клану означає «фортеця на горі». 
У VI столітті клан був охрещений святим Колумбою.

#### XVI століття
Томас Аркарт з Комарті мав 25 синів — неймовірно навіть для тих часів коли сім'ї були багатодітними. Під час англо-шотландських війн клан брав участь у битві під Пінкі Клев у 1547 році. 7 з 25 синів Томаса Аркарта загинули в битві під Пінкі Клев. Ірший син Томаса Аркарта народився саме в день битви від Пінкі Клев і був пізніше посвячений в лицарі королем Шотліндії Джеймсом VI.

#### XVII століття
Син Томаса Аркарта — сер Томас Аркарт Кромарті був студентом Королівського коледжу в Абердині у віці всього одинадцять років — відомий вундеркінд свого часу. Він був присвячений в лицарі Карлом I — королем Англії та Шотландії в 1641 році. Після громадянської війни він відправився на континент і вивчав праці французького поета Франсуа Рабле. Переклад Томаса Аркарта творів Рабле вважається літературним шедевром. У 1649 році роялісти захопили землі Інвернесс та Інвернесський замок. Серед роялістів був письменник і перекладач Томас Аркарт. Томас повернувся в Британію і став до лав роялістської армії, коли почалась громадянська війна на Британських островах, воював, брав участь у битві під Вустер в 1651, де він був узятий в полон і ув'язнений в Лондонському Тауері. У той час, як він перебував у в'язниці він опублікував свій родовід, який показав походження та історію клану Аркарт починаючи від Адама і Єви — дуже глибоко він дослідив свій родовід. Коли він був звільнений, він повернувся на континент, де він, як кажуть, помер від сміху, коли довідався, що в Англії відбулась Реставрація монархії (1660).

#### XVIII століття
Капітан Джон Аркарт з Крайгстона (нар. 1696) був людиною великого багатства, але які були витоки його великого багатства — це оповито таємницею. Його родичі називали його піратом. Він був завербований у королівський флот Іспанії і там, ймовірно, він накопичив свій капітал, грабуючи ворожі кораблі. Він ледь не загинув під час повстання якобітів у 1715 в битві при Шеріффмуйр (Sheriffmuir), борючись на боці якобітів. Клан Аркарт з Крайгстона піднявся на сходах соціальної драбини, він був в змозі найняти видатного художника Генрі Ребурна  малювати свої сімейні портрети. Замок Крайгстон (Craigston)все ще перебував в руках цього клану. Полковник Джеймс Аркарт також підтримав повстання якобітів і був важко поранений в битві при Шеріффмуйр. Він був одним з головних якобітів в Шотландії, доки він не помер в 1741 році. Верховенство в клані потім перейшло до його двоюрідного брата — Вільяма Аркарта з Мелдрума, він був поміркованим якобітом і уникнув катастрофи в битві під Каллоден. Його двоюрідний брат — Адам Аркарт був членом двору Чарльза Едварда Стюарта в Римі.

#### Сучасна історія клану
Останнім вождем клану з головної лінії був майор Бевчамп Аркарт (Beauchamp Urquhart), що був убитий в 1898 році в битві при Атбарі в Судані. У 1959 році нащадок гілки клану, відомого як Аркарт з Брелангвелл (Braelangswell), що емігрувала до Америки у XVIII столітті, довів своє право бути вождем клану Аркарт.

### Символіка клану
Девіз клану: «Думай, говори і твори добро».
Землі клану: Россшир та Інвернессшир
Бойовий клич клану: «Вір і вперед!»
Символ клану: жовтушник чері.

### Замки клану Аркарт
- Замок Крайґ — колишня резиденція вождів клану Аркарт.
- Замок Крайґстон у Абердинширі.
- Замок Аркарт біля озера Лох-Несс.